# 佐々木悦子 (拉致被害者)
佐々木 悦子（ささき えつこ、1963年〈昭和38年〉12月6日 - ）は、北朝鮮による拉致被害者と考えられる日本女性。特定失踪者問題調査会でも「拉致濃厚」（1000番台リスト）としている。1991年（平成3年）4月22日朝、失踪した。彼女については、北朝鮮の元国家安全保衛部指導員だった人物による北朝鮮国内での目撃情報がある。

## 人物情報と消息
1963年（昭和38年）12月6日、埼玉県川口市生まれ。川口市立岸川中学校、川口市立川口女子高等学校卒業。失踪当時の年齢は27歳で、身長162センチメートル、体重52キログラム、左目の下に泣きぼくろがあった。1986年（昭和61年）に結婚、失踪時は結婚5年目だった。
1991年（平成3年）4月22日朝、「仕事へ行く」と言って嫁ぎ先の埼玉県浦和市（現、さいたま市）の家を出たまま失踪、当日は休みのはずだったという。勤務先は浦和の埼玉銀行で、免許証、パスポート、社内預金には全く手が付けられていなかった。悦子の母、佐々木アイ子は悦子の失踪後、テレビ番組に出演して情報提供を呼びかけるなど捜索活動をおこなった。アイ子によれば、佐々木悦子は「しっかり者」で母の日・父の日に欠かさず贈り物をくれる親思いな娘であり、家族で登山を楽しむことも多かったという。
1999年に韓国に亡命した北朝鮮国家安全保衛部指導員であった権革は、1993年に北朝鮮で佐々木悦子を目撃している。それによれば、目撃したのは平壌直轄市東大院区域三馬洞に所在する5454部隊本庁舎2階の通信局においてであった。佐々木悦子はその一室で働いており、当時独身だった権革は、5454部隊の語学参謀長から「頭の良い女性がいるから会ってみないか」と言われて部屋に入った。通常は立入禁止であったが、特別の許可によるもので、語学参謀長は彼女を権革に紹介することで上級幹部を叔父に持つ権革に取り入ろうとしたものと考えられる。権革は一目で佐々木悦子に好意をもったというが、叔父の反対にあい、交際（結婚）を断念したという。
2004年（平成16年）1月29日、特定失踪者問題調査会は埼玉県警察に対し、告発状を提出した。